# Somnia (Hawkwind)
Somnia è un album in studio del gruppo musicale britannico Hawkwind, pubblicato nel 2021.

## Tracce
1. Unsomnia – 10:20
2. Strange Encounters – 6:33
3. Alcyone – 5:28
4. Counting Sheep – 3:24
5. China Blues – 7:22
6. It's Only a Dream – 3:17
7. Meditation – 4:19
8. Sweet Dreams – 2:19
9. I Can't Get You Off My Mind – 3:57
10. Small Objects in Space – 5:06
11. Pulsestar – 1:43
12. Barkus – 4:45
13. Cave of Phantom Dreams – 4:12

## Formazione
- Dave Brock - voce, chitarra, basso, sintetizzatore
- Magnus Martin - voce, basso, chitarra, tastiere
- Richard Chadwick - batteria, percussioni